# Anthony Ralston
Anthony Ralston (Bellshill, Escocia, Reino Unido, 16 de noviembre de 1998) es un futbolista escocés. Juega de defensa y su equipo es el Celtic F. C. de la Scottish Premiership. Es internacional absoluto por la selección de Escocia desde 2021.

## Trayectoria
Formado en las inferiores del Celtic F. C., debutó con el primer equipo el 11 de mayo de 2016 en la derrota por 2-1 ante el St. Johnstone. En sus primeros años en el club, fue cedido a varios clubes.
Se afianzó en el equipo titular en la temporada 2021-22, disputando 28 encuentros en la liga escocesa bajo la dirección de Ange Postecoglou.

## Selección nacional
Fue internacional en categorías inferiores por Escocia.
Debutó con la selección de Escocia en noviembre de 2021 ante Dinamarca por la clasificación para la Copa Mundial de Fútbol de 2022.

### Participaciones en Eurocopas
| Copa          | Sede     | Resultado    | Partidos | Goles |
| ------------- | -------- | ------------ | -------- | ----- |
| Eurocopa 2024 | Alemania | Primera fase | 3        | 0     |

## Estadísticas

### Clubes
Actualizado al último partido disputado el 18 de mayo de 2024.
| Club                        | Div.          | Temporada     | Liga  | Liga  | Copas nacionales | Copas nacionales | Copas internacionales | Copas internacionales | Total | Total |
| Club                        | Div.          | Temporada     | Part. | Goles | Part.            | Goles            | Part.                 | Goles                 | Part. | Goles |
| --------------------------- | ------------- | ------------- | ----- | ----- | ---------------- | ---------------- | --------------------- | --------------------- | ----- | ----- |
| Queen's Park F. C. Escocia  | 4.ª           | 2015-16       | 10    | 1     | 4                | 0                | ―                     | ―                     | 14    | 1     |
| Queen's Park F. C. Escocia  | Total club    | Total club    | 10    | 1     | 4                | 0                | 0                     | 0                     | 14    | 1     |
| Celtic F. C. Escocia        | 1.ª           | 2015-16       | 1     | 0     | —                | —                | ―                     | ―                     | 1     | 0     |
| Celtic F. C. Escocia        | 1.ª           | 2016-17       | 1     | 0     | 1                | 0                | ―                     | ―                     | 2     | 0     |
| Celtic F. C. Escocia        | 1.ª           | 2017-18       | 3     | 0     | 2                | 1                | 2                     | 0                     | 7     | 1     |
| Dundee United F. C. Escocia | 2.ª           | 2017-18       | 15    | 2     | —                | —                | —                     | —                     | 15    | 2     |
| Dundee United F. C. Escocia | Total club    | Total club    | 15    | 2     | 0                | 0                | 0                     | 0                     | 15    | 2     |
| Celtic F. C. Escocia        | 1.ª           | 2018-19       | 4     | 1     | 1                | 0                | 0                     | 0                     | 5     | 1     |
| Celtic F. C. Escocia        | 1.ª           | 2019-20       | 2     | 0     | —                | —                | 2                     | 0                     | 4     | 0     |
| St. Johnstone F. C. Escocia | 1.ª           | 2019-20       | 22    | 0     | 2                | 0                | —                     | —                     | 24    | 0     |
| St. Johnstone F. C. Escocia | Total club    | Total club    | 22    | 0     | 2                | 0                | 0                     | 0                     | 24    | 0     |
| Celtic F. C. Escocia        | 1.ª           | 2020-21       | 1     | 0     | 0                | 0                | —                     | —                     | 1     | 0     |
| Celtic F. C. Escocia        | 1.ª           | 2021-22       | 28    | 4     | 7                | 0                | 12                    | 1                     | 47    | 5     |
| Celtic F. C. Escocia        | 1.ª           | 2022-23       | 16    | 0     | 2                | 0                | 0                     | 0                     | 18    | 0     |
| Celtic F. C. Escocia        | 1.ª           | 2023-24       | 15    | 0     | 3                | 0                | 0                     | 0                     | 18    | 0     |
| Celtic F. C. Escocia        | Total club    | Total club    | 71    | 5     | 16               | 1                | 16                    | 1                     | 103   | 7     |
| Total carrera               | Total carrera | Total carrera | 118   | 8     | 22               | 1                | 16                    | 1                     | 156   | 10    |

## Palmarés

### Títulos nacionales
| Título                     | Club         | País    | Año     |
| -------------------------- | ------------ | ------- | ------- |
| Copa de la Liga de Escocia | Celtic F. C. | Escocia | 2021-22 |
| Scottish Premiership       | Celtic F. C. | Escocia | 2021-22 |
| Copa de la Liga de Escocia | Celtic F. C. | Escocia | 2022-23 |
| Scottish Premiership       | Celtic F. C. | Escocia | 2022-23 |
| Copa de Escocia            | Celtic F. C. | Escocia | 2022-23 |
| Scottish Premiership       | Celtic F. C. | Escocia | 2023-24 |
| Copa de Escocia            | Celtic F. C. | Escocia | 2023-24 |
| Copa de la Liga de Escocia | Celtic F. C. | Escocia | 2024-25 |
| Scottish Premiership       | Celtic F. C. | Escocia | 2024-25 |